# 蛯名りな
蛯名 りな（えびな りな、1995年4月18日 - ）は、日本の元AV女優。京都府出身。

## 略歴・人物
2015年にデビューしたロリ系のAV女優。所属事務所はディクレア（Declare Promotion）所属。
2016年8月6日のツイッターで、既にAV女優を引退していることを報告した。

## 出演作品

### アダルトDVD
2015年
- 世界の美少女発掘シマス。 Vol.03アジアン 真面目で努力家なアジアンスター候補生 スラリ美脚でお尻のちっちゃなアジアン少女ジュリちゃん18歳（7月25日、ナンパJAPAN）※「ジュリ」名義
- ギャルにオナホを渡し「僕のチ○コを思いっきりシゴいて下さい!」（8月11日、DOC）※「りんか」名義　他出演:あんな、みく、みゆ、りさ、みき、エミリ、まゆ、ちか
- 完全ガチ交渉! 噂の、素人激カワ看板娘を狙え! vol.27 in道玄坂（8月21日、プレステージ）他出演:森保さな、沖田奈々、工藤りさ、葉山あずさ
- 姉が脱いだ下着でオナニーしていた僕を不憫に思ったのか「擦りつけるだけだよ」という約束で素股してもらっていたら互いに気持ち良すぎてマ○コはグッショリ!でヌルっと生挿入!「え!?入ってる?」でもどうにも止まらなくて中出し!（9月10日、アイエナジー）他出演:水原さな、玉城マイ、なごみ ほか
- 貧乳パイパンお姉ちゃん二人とボクらのヤリまくり生活（9月17日、グローリークエスト）共演:逢月はるな
- 男は僕以外全員女性のシェアハウスで王様ゲーム! 田舎から上京し、安いという理由で選んだシェアハウスの他の住人がまさかの全員女性! 男が僕１人なもんだから非常に肩身が狭いし、僕が冴えない男なもんだからコキ使われまくり! そんなある日、女性住人たちから「1人でも男がいた方が盛り上がる」という理由で王様ゲームに強制参加させられる事に。 どうせまた嫌な思いでもするんだろうと思いきや、「王様の命令は絶対!」というルールのおかげで女性住人同士のレズ行為が見れたり、僕もかなりエッチな事が出来ちゃいました!（10月22日、Hunter）他出演:千乃あずみ、水野朝陽、佳苗るか、なつめ愛莉、浜崎真緒、乙葉ななせ、南梨央奈 ほか
- チン舐め幼な妻のゴックン調教20発 少女養育ドキュメント[精飲日課]（11月25日、煩悩組）
- 毎朝通勤途中に見かける女子高生のパンチラが見えて興奮してたら、彼女たちも実は見られたがってドキドキしている件。（11月26日、SWITCH）共演:星空もあ、逢月はるな、みなみ愛星、坂口みほの
- 撮影現場のカメラの前でおしっこをするAV女優 2（12月3日、グローリークエスト）他出演:七草ちとせ、三喜本のぞみ、小西みか、千乃あずみ、水元恵梨香、井川菜乃花、岩崎麻莉子、夕樹あさひ、葵千恵、希咲あや、松井優子、折原ほのか、早乙女ありさ、宮部涼花、松本まりな、澤村レイコ、安野由美、菅野さゆき、水沢みゆ、原千草、逢沢はるか、江上しほ、蓮実クレア、上原花恋、可愛まゆ、司ミコト、青山未来、逢月はるな、星野ひびき、あやね遥菜、なごみ、黒瀬萌衣、大見はるか、木下寧々、坂口れな
- 部活帰りのJKナンパ! 2 青春の香り嗅がせて下さい（12月10日、DOC）※「りの」名義　他出演:なな、かえで、はるか、れい、まき、れい、ゆき、みき
- JK おま♥こおっぴろげ Wダンス（12月18日、OFFICE K'S）共演:浅宮ゆうか　他出演:佳苗るか、土屋あさみ、折原ほのか、池端真実、小峰みこ、阿部乃みく
- 天然つるぺたエンジェル!美脚で色白スレンダー美少女が「潮吹き」「失禁」「マン汁」の体液だだ漏れで本気のポルチオ狂い! 妊娠懇願の膣射精!(天使の妊娠) 天然パイパンのツルツルマ○コ（12月19日、チキチキジュリー）
- 転校した先の寮は、なんと女子寮でパンチラ祭状態。 クラスメイトからエッチを求められて精子スッカラカンです。（12月24日、SWITCH）共演:篠宮ゆり、紺野ひかる、菊池ひなの、阿部乃みく、星野ひびき、なつめ愛莉、なごみ
- 毎日イイ事のない僕が病院で出会った、やたらと目が合う看護師。 さらに近づいてきては体を密着させてくる…。こんなソソる状況が初めての僕は、もう我慢の限界!!「勘違いでもイイ!」と体を触ってみると、うっとりした表情で触り返してきた! 白衣の天使は欲求不満!?どんどん大胆になる展開に興奮がおさまらず身も心も癒してもらえました!!（12月24日、SOSORU×GARCON）他出演:桜庭うれあ、月野美羽

2016年
- 今までで一番大きいデカチンをフェラチオ初体験 2（1月1日、虎堂）他出演:小峰みこ、西村ニーナ ほか
- 120%リアルガチ軟派伝説 vol.32 in金沢（1月9日、プレステージ）※「えりか」名義　他出演:まりか、みか、ゆりな、るい、あい
- 「私、エッチなことなら何でも出来ちゃいます!」 噂の大久保ガールズバーで働く超エロいお酒が大好きな貧乳店員AV出演!!（1月20日、ONEZ）
- 寝たふりをしてる妹に禁断の行為に目覚めた兄がいざ挿入! ボクにはクソ生意気だけど、まあ可愛い妹がいるんですよ。ただ、すぐ寝たふりして、親に頼まれた面倒な用事を全部ボクに押付けてきやがるんです。いいかげんにしろ! どうせまた寝たふりだろ?ツンツン、起きろ! スカートから延びる長くて白い脚に思わず見とれてしまう。再びツンツン、起きてるんだろ。あくまでイタズラの様にスカートをめくると露わになる白いパンティ。三度ツンツン、寝てるんだよな? ダメ押しに体を揺すっても? じゃあチ○ポが挿っても起きないよな?（1月21日、Hunter）他出演:ひなたりこ、鈴原エミリ、葉山美空
- 会社に忘れ物を届けに来た上司の娘 あまりに刺激的すぎる服装から胸元や太ももがチラチラ…。 男だらけの職場の僕をソソる誘惑についつい見入ってしまうと、そんなボクに気付いた上司の娘が「就職相談がある」と、個室で二人きりに!いたずらに誘惑された僕の我慢は限界!出世はあきらめ娘さんをいただいてしまいました!!（1月21日、SOSORU×GARCON）他出演:森保さな、椎奈さら、涼宮琴音
- JKぬるぬるオ●ンコディルドオナニー 4（1月22日、虎堂）他出演:上原花恋、小西架純、小峰みこ、佳苗るか
- ズボンの上からでもわかるほどデカチンの男性を目の前にして、我慢出来ずに襲い掛かっちゃうドスケベ女たち!（1月22日、虎堂）他出演:内村りな、西村ニーナ
- 素人娘 初めての淫語手コキ（1月22日、虎堂）他出演:折原ほのか、西村ニーナ、上原花恋 ほか
- 病院へおばあちゃんのお見舞いに行ったら大部屋は欲求不満の若い女性だらけでエロ過ぎた! 決して祖母思いとは言えないボクが毎日病院にお見舞いに行くのには訳があって…。大部屋は若い女性だらけでしかも隙だらけだから、ラッキーな光景が見放題なのです。さらに、長い入院生活のせいか、性欲を持て余していており、こっそり僕はチ○ポをイジられてしまうのです。しかも僕はデカチンなので当然それだけで終わることはなく…（2月6日、Hunter）他出演:松本メイ、葉山美空、鈴原エミリ、二宮ナナ、川上あき、葉山こころ ほか
- 放課後の教室で部活が休みになった運動部女子たちに囲まれて男は僕1人の王様ゲーム! 放課後、急に部活が中止になり暇を持て余している運動部女子たちがやって来た。当然、非体育会系の僕とは一切接点の無い活発的な女子たちは、放課後も休日もすべて部活一色の超真面目なアスリート。だけど今時のちょっと危険な遊びを試したがり『王様ゲーム』をやることに…。しかも、なぜか僕まで加えて気分は合コン?王様の命令は絶対!遊びを知らない運動部女子はそのルールをしっかり守り、引き締まった身体も命令のお陰で触り放題やりたい放題!（2月6日、Hunter）共演:菊池ひなの、涼宮琴音、涼川絢音、森保さな　他出演:橘花音、長谷川夏樹、伊藤りな
- INVIDAYS ミニスカJKの放課後社会科見学サークル AVメーカーのお仕事見学編（2月7日、デジタルアーク）共演:今井キキ、芦川芽依、並木あゆ、小高里保
- アナル舐めで悶える素人娘 2（2月19日、OFFICE K'S）他出演:可愛まゆ、西村ニーナ、星川麻紀、水野朝陽、木村つな ほか
- 女子校生のヌード鑑賞アルバイト 2（2月19日、OFFICE K'S）他出演:阿部乃みく、乙葉ななせ、星川麻紀、青柳ひなた、木村つな、可愛まゆ、西村ニーナ、上原花恋、鶴田かな
- 女子校生飼い馴らし伝説 僕の中出されオナドール（2月19日、キチックス）※「YUKINA」名義
- 出会い厨エロ垢女子限定!! SNSガチナンパ!! VOL.1（2月19日、リサーチ）他出演:水沢さら、川瀬麻衣、小高里保
- 親に隠れてこっそり兄妹近親相姦! 親の前ではわざと兄妹ケンカ!しかし、実は兄妹以上の関係で二人きりになるとすぐに近親相姦セックスを始める! 4（3月7日、ゴールデンタイム）他出演:仁美まどか、なつめ愛莉、森保さな、サリー
- 幼馴染とHごっこで素股状態!でヌルヌルで"ズボ" 小中そして高校生になった今も女の子に全くモテないボクとは対照的に幼馴染はクラスでマドンナ的存在に!!学校では奥手で真面目ぶっているが実は超スケベでHな事に興味津々!!興味あるくせにビビリなもんだから「Hごっこしよう!」と言ってボクでHな事を色々試そうとするんです!ある日、Hごっこだった遊びがエスカレートして興奮状態に!!幼馴染の腰の動きが止まらなくなりボクも気持ちよくなり腰を動かしていたら「ダメ、ダメ、それ以上動いたら入っちゃうそれじゃSEXになっちゃう」と息を荒くして… 3（3月17日、Hunter）他出演:彩城ゆりな、白石みお、篠宮ゆり、逢沢るる、里美まゆ
- センズリ用 美少女たちのつるりんま○こ見せつけ挑発×レズビアン 3（3月25日、アロマ企画）共演:松浦ゆきな、辻井ゆう
- 放課後肉便器 4人目（3月25日、豊彦）※「新見さくら」名義
- 恥ずかしいのにちゃんと気持ち良くてごめんなさい。 恥じらい美少女のSEX事情（4月1日、S-Cute）他出演:椎名そら、木下麻季、桜木優希音
- 美人ナース巾着痴漢（4月7日、アパッチ）共演:松本メイ、二宮ナナ、月野こころ ほか
- 顔だけで採用を決めた可愛い子限定!! 時給1500円モザイク入れバイトの女の子にこっそり撮影用媚薬を飲ませて強制発情!無○正映像を見て興奮したマ○コに生中出し!（4月8日、SCOOP）他出演:涼宮琴音、穂波ひなこ、早川瑞希、小高里保
- 突然パンチラで挑発されてこっそりシゴいちゃった僕。 その10（4月13日、アロマ企画）他出演:なつめ愛莉、なごみ、槇原愛菜、川瀬麻衣、橘まゆき
- 秋葉原なう ガチ!本気!マジ!【生中・顔射】全部おk!ホ別希望!!つぶやき援○交際イマドキ貧乳女子校生りなちん【エロ垢】（4月13日、HERO）
- 完全初撮り 生専門学生図鑑（4月17日、メガハーツ）※「磯本さおり」名義
- 愛くるしい美少女のエッチな日常（5月1日、S-Cute）他出演:向井藍、天衣萌香、湊莉久
- パイパン角オナニー 4（5月25日、アロマ企画）他出演:橘まゆき、青井いちご、瀬奈まお、逢月はるな、跡美しゅり、松浦ゆきな